# Вехтерсбах
Вехтерсбах (нім. Wächtersbach) — місто в Німеччині, знаходиться в землі Гессен. Підпорядковується адміністративному округу Дармштадт. Входить до складу району Майн-Кінціг.
Площа — 50,79 км2. Населення становить 12 719 ос. (станом на 31 грудня 2020).